# Poezija – časopis pjesničke prakse
| Opće informacije     | Opće informacije                    | Opće informacije                    |
| -------------------- | ----------------------------------- | ----------------------------------- |
| Naziv časopisa       | "Poezija"                           | "Poezija"                           |
| Glavni urednik       | Ervin Jahić                         | Ervin Jahić                         |
| Nakladnici           | HDP, P.E.N i V.B.Z.                 | HDP, P.E.N i V.B.Z.                 |
| Učestalost izlaženja | 3 puta godišnje                     | 3 puta godišnje                     |
| Prvo izdanje         | studeni 2005.                       | studeni 2005.                       |
| Zemlja               | Hrvatska                            | Hrvatska                            |
| Jezik                | hrvatski                            | hrvatski                            |
| Uvez                 | meki                                | meki                                |
| Format               | 20,5x28,5                           | 20,5x28,5                           |
| issn                 | 1845-7762                           | 1845-7762                           |
| Redakcija časopisa   |                                     |                                     |
| Zagreb               | Basaričekova 24                     | Basaričekova 24                     |
| Rijeka               | Korzo 23                            | Korzo 23                            |
| Tel.:                | +385 1 48 76 463                    | +385 1 48 76 463                    |
| Faks:                | +385 1 48 70 186                    | +385 1 48 70 186                    |
| e-mail:              | hrvatsko.drustvo.pisaca@zg.htnet.hr | hrvatsko.drustvo.pisaca@zg.htnet.hr |

"Poezija – časopis pjesničke prakse" je jedini časopis takve vrste u Hrvatskoj koji se bavi isključivo poezijom. Također je zanimljivo spomenuti kako mnoge veće književnosti od hrvatske nemaju specijalizirani časopis za pjesništvo, tako da je ovo veliki doprinos hrvatskom pjesništvu, tj. samoj hrvatskoj književnosti. - Časopis "Poezija" je sunakladnički projekt Hrvatskog društva pisaca, P.E.N.-a i nakladničke kuće V.B.Z. – Redakcija časopisa se nalazi u Zagrebu u Ulici Basaričekova 24 i Rijeci na Korzu 32
Glavni i odgovorni urednik je Ervin Jahić, pjesnik, kritičar, esejist rođen 1970. godine u Rijeci, a ostali članovi uredništva su Tomica Bajsić ( urednik prijevodne poezije ), Ana Brnardić, Ivan Herceg ( izvršni urednik ), Tonko Maroević, Milorad Stojević i Damir Šodan.
"Poezija" je časopis koji je na samom početku izazivao skeptičnost, te su mnogi predviđali eventualno drugo izdanje časopisa, no do sada su izišla tri dvobroja. Sam urednik Ervin Jahić u prvom uvodu kaže "Pođemo li od toga da pjesništvo stremi obznanjivanju nevidljivih i jedva čujnih istina o svijetu, ali i o sebi, tek u file 'nepredvidljivi mehanizmi života' ( gdje život buja tamo gdje ga ne bi trebalo biti, ili pak zamire gdje mu se nadamo ), moguće je danas spremiti svaki časopisni napor, možda ponajviše ovaj koji vam je u ruci."
Časopis "Poezija" je predstavljen kao časopis koji će pratiti aktualnu hrvatsku pjesničku scenu, ali i inozemna pjesnička zbivanja. Urednik je istaknuo kako je "Poezija" upravo "svegeneracijski časopisni prostot koji bi kreirala već afirmirana, ali i posve nova imena pjesnika, kritičara, teoretičara i prevoditelja."

## Prvi broj
| Opće informacije | Opće informacije | Opće informacije |
| ---------------- | ---------------- | ---------------- |
| Godina           | I.               | I.               |
| Broj             | 1-2              | 1-2              |
| Izašao           | studeni 2005.    | studeni 2005.    |
| Tisak            | Profil           | Profil           |
| Grafički dizajn  | "Božesačuvaj"    | "Božesačuvaj"    |
| Naslovnica       | Mara Bratoš      | Mara Bratoš      |
| Naklada          | 600 primjeraka   | 600 primjeraka   |

U prvom broju časopisa "Poezija" objavljene su pjesme E. Rudana, M. Stojića, D. Šodana, Z. Radakovića, L. Paljetka, T. Mujičića, S. Rojca, P. Brnardića, T. Maroevića, I. Pretenjače, S. Begovića, D. Katunarić, Z. Mrkonjić, K. Bagić, A. Dedić, T.M. Turčinović, B. Radašinović, S. Manojlović, D. Glamuzina, T. Bajsić, B. Dežulović, O. Savičević-Ivančević, K. Mlinarević, E. Popović, B. Glumac, M. Andrijašević i M. Stojević.
U kratkim osvrtima naslovljenima "Stanje stvari" na temu "pjesnik" objavljena su mišljenja Z. Mrkonjića, B. Maleša, M. Đurđevića, D. Glamuzine, B. Bošnjaka, N. Petraka, V. Brešića i M. Grčića.
Pod rubrikom "Identity" pojavili su se D. Rešicki, A. Burić, A. Ristović, P. Levi, B. A. Novak, M. Guidacci i S. Kosovel.
Od eseja je objavljen rad Sanjina Sorela "Pjesništvo 90-ih više duguje tadanjemu socijalnom obratu, nego prijašnjim pjesničkim tendencijama" i esej Tonka Maroevića pod nazivom "Čitati poeziju".
Pod rubrikom "Jedna pjesma – dva autora" objavljeni su tekstovi Vladimira Bitia "Uskrsnuće 'mrtve utopije' lirske tradicije", Miljenka Jergovića "Pjesma onih koji spašavaju svijet umjesto da ga zaboravljaju" i Leonarda Kovačevića "Stih kao semantički kratki spoj".
U rubrici "Zapadni kolodvor" objavljeni su prijevodi poezije Billya Collinsa "Smrti jesi li me lako našla?" u izboru i prijevodu Damira Šodana i Anne Carson "Ljepota supruga" u izboru i prijevodu Miroslava Kirina.
U "Vaganju mjere" Cvjetko Milanja piše "Međašnja točka svođenja hrvatskog jednostoljetnog pjesničkog računa" govoreći o knjizi Zvonimira Mrkonjića "Međaši ( Hrvatsko pjesništvo dvadesetog stoljeća )", Evelina Rudan "Zadovoljeno načelo zadovoljstva" baveći se izborom iz novije hrvatske poezije "Kupujemo bodeže" i Darija Žilić "Svijet kao 'pjesnička slika', a ne 'logička nužda'" na knjigu eseja i kritika T.Benčić Rimay.
Objavljen je izbor i prijevod Leonarda Cohena, Raymonda Carvera, talijanke Margherite Guidacci i slovenca Srečka Kosovela, dok je protagonistica intervjua mlada pjesnikinja Ivana Bodrožić u intervju naslovljenom "Poezija je točka usamljenosti koja mi uopće nije neugodna".
Kritike su objavili S. Sorel na zbirku Jehuda Amihaja "Pjesme siromašna proroka" i na zbirku izabranih pjesama Zvonimira Mrkonjića "Maslina u čistopisu", zatim K. Bagić na prvijenac Ahmeda Burića "Bog tranzicije", B. Maleš na "Pjesme Svjetlosti i Sjene" Tomice Bajsića, D. Grgić se pozabavio kritikom zbirke "Iskorak prema intimnijem glasu" Slavka Jendrička, S. Jukić se pozabavila zbirkom Ivane Bodrožić "U tami gledati kožom", dok je B. Oblučar progovorio o zbirci "Govor o modricama ljubavi" Skađane Bukovac.
Pod naslovom "Pojmovnik lirike" objavljen je izbor i prijevod s poljskog, pjesnika Zbigniewa Herberta "Gospodin Cogito protiv čudovišta u lenjinovskoj jakni". Izbor, prijevod i bilješke su Đurđice Čilić Škeljo. – Objavljen je izbor i prijevod s njemačkog Ingeborg Bachmann "Što će biti ako svladamo ljepotu" pod prevoditeljskom palicom M. Stojića.

## Drugi broj
| Opće informacije | Opće informacije | Opće informacije |
| ---------------- | ---------------- | ---------------- |
| Godina           | II.              | II.              |
| Broj             | 1-2              | 1-2              |
| Izašao           | svibanj 2006.    | svibanj 2006.    |
| Tisak            | Denona           | Denona           |
| Grafički dizajn  | "Božesačuvaj"    | "Božesačuvaj"    |
| Naslovnica       | Ranko Dokmanović | Ranko Dokmanović |
| Naklada          | 800 primjeraka   | 800 primjeraka   |

U drugom broju časopisa "Poezija" objavljene su pjesme D. Jagić, K. Kaisa, A. Zupčić, J. Fiamenga, S. Balenta, M. Brkljačića, B. Radić, V. Bige, B. Oblučara, M. Bačun, J. Dragičević, S. Jendrička, H. Jurića, D. Rajčić, K. Čudina, V. Krmpotić, N. Đuretića, D. Šalata, M. Vešovića, J. Topić, A. Adam, F. Farrokhzada, N. Madžirova, D. Čančarevića, M. Kodrića, M. Markovića, S. Tomić, J. Uljarević, M. McAuliffe, M. Bazdulja, M. Zandian, A. Abdolrezakia, Z. Karbasi, Z. Ključanina, A. Žagar, M. Kirina, S. Sachera, T. Bogdana, D. Štambuka, I. Hercega, P. Vrabeca, N. Kraljića, M. Suška, N. Klobučara, A. Galovića, B. Vladovića, Lj. Car Matutinović, Ž. Prodanovića, A. Bagić, I. Medoševića, O. Tusa, S. Lipovca, I. Pavlović, D. Radića, M. Šutić Pavlicevich i G. Benić.
U kratkim osvrtima naslovljenima "Stanje stvari" na temu "prevoditeljstvo" objavljena su mišljenja S. Muhamedagić, V. Mikšić, N. Popovića, B. Čegeca, V. Visković, B. Maleša, B. Radić, J. Eden Bušić, S. Čuić ( njegovo "stanje stvari" nije objavljeno, a uredništvo navodi: "Na ovome je mjestu trebao biti prilog Stipe Čuića, predsjednika Društva hrvatskih književnika, o temi predstavljanja i prevođenja hrvatske poezije u inozemstvu. I nakon što je gospodin Čuić više puta obećao da će nam poslati tekst, nažalost to se nije dogodilo. Kako je broj morao u tisak, nismo mogli iznova prelamati 40 – ak stranica ovog bloka pa smo Vam odlučili dati potpunu informaciju o bjelini ove stranice.". Također se navode podaci Ministarstva kulture o potporama inozemnim nakladnicima za prijevode djela hrvatskih pjesnika.
Pod rubrikom "Identity" objavljen je intervju sa Z. Mrkonjićem "Svakodnevici se ne ulagujem jer ona znači nadglasavanje".
Pod rubrikom "Jedna pjesma – dva autora" objavljeni su tekstovi Milivoja Solara "Kad romantični vjesnik bogova postane vjesnik demona", Branka Maleša "O palim meteorima prosječnosti ili nemoć Rojsova bagera", Muharema Bazdulja "Stilom protiv totalnog ubijanja" i Vedada Spahića "Čitava povijest u malom književne teorije 20. stoljeća".
Od eseja je objavljen rad Željka Ivanjeka "Offovci ili generacija mladih pjesnika iz 70-ih (jedno prisjećanje)".
Objavljen su prijevodi Charlesa Bukowskog tekstova "On tuče svoje ženske" i "Nesuvisli esej o poetici i krvavom životu napisan dok sam ispijao šest limenki piva (velikih)", ali i prijevod poezije Bukowskog "Henry, jesi li ikada razmišljao o samoubojstvu?" - Bukowskim se bavi i Vojo Šindolić u tekstu "O mojem prijateljstvu s Hankom" i Russell Harrison tekstom "Protiv američkog sna".
U rubrici "Zapadni kolodvor" objavljeni su prijevodi poezije Kim Addonzio "Moje štikle vise s telefonske žice" i June Jordan "Gdje su Indijanci?"
U "Duhu vremena" objavljen je intervju s Floydom Salas naslovljen "Pisac sam zbog brata Eddyja koji je izvršio samoubojstvo" i s Mariciom Theophilo "Poezijom se želim vratiti izvoru indijanskog jezika". – U rubrici "Berlinski zid" objavljen je i prijevod s ruskog Stelle Morotskaje, Aleksandra Makarova-Krotkova, Vjačeslava Kuprijanova, Genriha V. Sapgira, Konstantina Kedrova i Marcina Swietlickia "Danas sam dezerter, a što će biti sutra?"
Objavljen je i intervju s Anom Brnardić, mladom pjesnikinjom, a intervju je naslovljen "Glazba i poezija iz iste su loze".
Objavljen je i prijevod s engleskog Lawrencea Ferlinghettia "Kako naslikati svjetlost sunca (nove pjesme 1997. – 2005.)" i pjesnika, dramatičara, prevoditelja Tonyja Harrisona "Nakon holokausta poezija je slijepi putnik"
U izazvanim epsitolama ( prvi puta se pojavljuje ova rubrika pod nazivom "Adresa: Aleja poezije" u kojoj se objavljuju naručene korespondencije pjesnika različitih generacija. ) Izazvane epsitole su vodili Olja Savičević Ivančević i Nikica Petrak.
Kritike su objavili B. Oblučar na zbirku poezije Danijela Dragojevića "Govor koji se nastavlja", S. Begović je napisao kritiku na zbirku Renata Baretića "Pjesme kao čvrsto i dosjetljivo oruđe subjekta" i na zbirku Sonje Manojlović "Pozdravi koji stižu jučerašnji", zatim S. Sore se čak pozabavio trima zbirkama, prva je zbirka Tahira Mujčića "Lucidna, duhovita, nježna, gruba i strpljiva ‘priča’ o Drugome", druga zbirka Darije Žilić " Vješt otklon od intelektualiziranja i povremeno zapadanje u banalno" i treća je zbirka Sanje Sagaste" Manipulacija poezije neknjiževnim identitetima". S. Tomić piše o "Antologijskim pjesmama ometene nedorađenim" pjesnika, pripovjedača, suvlasnika i voditelja sarajevske knjižare i izdavačke kuće 'Buybook' Damira Uzunovića, dok je D. Žilić pisala o antologiji "Peripetije oko vlastita jastva u mladoj slovenskoj poeziji" Matevža Kosa i o "Panorami nepreglednog mnoštva", tj. panorami srpskog pjesništva kraja XX. stoljeća u uredništvu Bojane Stojanović Pantović.
Pod naslovom "Pojmovnik lirike" objavljen je izbor i prijevod s ruskog pjesnika Josifa Brodskog "Iz ’Školske antologije’ (1966. – 1969.)" i "Rimske elegije", te prijevod Publija Ovidija Nasona "Njega ženskog lica".
Uz ovaj dvobroj je poklonjen CD na kojemu se nalazi dvadeset grčkih rebeta. ( op. "rebetika" - "ρεμπέτικα" je tradicionalna grčka muzika koja se izvodi, uobičajeno, u urbanim sredinama.) Na CD – u se nalazi mnogo poznatih izvođača rebetike kao što su Rita Abatzi, Evangelos Papazoglu, Stelakis ( Steljos ) Perpinjadis, Dimitris Gogos – Bajaderas, Sotiria Belu, Stela Haskil, Marika Ninu, Jorgos Batis, Roza Eskenzai, Janis Papajoanu i Kostas Rukunas.
Rebetske pjesme na CD – u i autori:
- "Volim te jer si lijepa" ( ne zna se autor stihova )
- "Snoćalo se bez mjesečine" ( Apostol Kaidaras )
- "Oblačna nedjelja" ( Vasilis Cicanis )
- "Blaga večer pada" ( Apostol Hadzihristos )
- "Mačka" ( Nikos Matesis )
- "Izašao Haron pecati" ( Janis Papajoanu )
- "Rodila sam se da bih patila" ( Kostas Virvos )
- "Sviće i smrkava se" ( Vasilis Cicanis )
- "Učinit ću 'du'" (Kostas Virvos )
- "Život ima dvoja vrata" ( Eftihija Papajanopul )
- "Majko moja, Grčka" ( Nikos Gacos )
- "Pet godina osuđenik u Jedikule" ( Vangelis Papazoglu )
- "Luda i neukrotiva" ( Manolis Rasulis )
- "Bebica" ( ne zna se autor stihova )
- "Smotao me jedan skitnica" ( Panos Tundas )
- "Frankosirijanka" ( Markos Vamvakaris )
- "Derbederisa" ( Vasilis Cicanis )
- "Dolje, kod Lemonadike" ( Vangelis Papazoglu )
- "Majko, prsa me bole" ( Spiros Peristeris )
- "Planina" ( Evangelos Prekas )
- "Večeras praviš bam!" ( Vasilis Cicanis )

## Treći broj
| Opće informacije | Opće informacije | Opće informacije |
| ---------------- | ---------------- | ---------------- |
| Godina           | II.              | II.              |
| Broj             | 3-4              | 3-4              |
| Izašao           | prosinac 2006.   | prosinac 2006.   |
| Tisak            | Profil           | Profil           |
| Grafički dizajn  | Boris Kuk        | Boris Kuk        |
| Naslovnica       | Domagoj Kunić    | Domagoj Kunić    |
| Naklada          | 800 primjeraka   | 800 primjeraka   |